# 1996年夏季奧林匹克運動會網球比賽
1996年夏季奧林匹克運動會網球比賽於1996年7月23日至8月3日在美國亞特蘭大石山網球中心進行，比賽共設4個項目，男女各2個項目。

## 獎牌歸屬情況

### 獎牌榜
| 排名 | 国家／地区    | 金牌 | 银牌 | 铜牌 | 總數 |
| ---- | ------------- | ---- | ---- | ---- | ---- |
| 1    | 美国（USA）   | 3    | 0    | 0    | 3    |
| 2    | （AUS）       | 1    | 0    | 0    | 1    |
| 3    | 西班牙（ESP） | 0    | 2    | 1    | 3    |
| 4    | 捷克（CZE）   | 0    | 1    | 1    | 2    |
| 5    | 英国（GBR）   | 0    | 1    | 0    | 1    |
| 6    | 德国（GER）   | 0    | 0    | 1    | 1    |
| 6    | 印度（IND）   | 0    | 0    | 1    | 1    |

### 男子賽事

#### 男子單打
| 金牌：                 | 銀牌：                     | 銅牌：               |
| 安德烈·阿加西（ 美国） | 塞爾希·布魯格拉（ 西班牙） | 利安德·帕斯（ 印度） |

#### 男子雙打
| 金牌：                               | 银牌：                           | 铜牌：                                      |
| 托德·伍德布里奇 · 馬克·伍德福德（ ） | 尼尔·布罗德 · 蒂姆·亨曼（ 英国） | 马克-凯温·格尔纳 · 大衛·普里諾西爾（ 德国） |

### 女子賽事

#### 女子單打
| 金牌：                 | 银牌：                            | 铜牌：                 |
| 林赛·达文波特（ 美国） | 阿蘭查·桑切斯·維卡里奧（ 西班牙） | 雅娜·诺沃特娜（ 捷克） |

#### 女子雙打
| 金牌：                                        | 银牌：                                 | 铜牌：                                              |
| 吉吉·费尔南德斯 · 瑪麗·喬·費爾南德斯（ 美国） | 雅娜·诺沃特娜 · 海伦娜·苏科娃（ 捷克） | 康奇塔·馬丁內斯 · 阿蘭查·桑切斯·維卡里奧（ 西班牙） |